# Новые Бухты
Новые Бухты́ (вариант Ново-Бухты) — кутан в Кизлярском районе Дагестана.

## Географическое положение
Анклав Гунибского района, расположен на территории Кизлярского района в 6 км к северо-востоку от с. Большая Арешевка, на канале Карататаул.

## История
В 1914 году хутор Калантаровой был приписан к селу Малая Арешевка и состоял из 7 дворов. В 1929 году аул Колонтаровский состоял из 32 хозяйств и входил в состав Больше-Арешевского сельсовета Кизлярского района. В 1966 году село Калантаровский того же сельсовета, отделение совхоза «Россия». Позже земли на которых располагался населённый пункт были переданы под зимние пастбища колхоза имени Ленина села Бухты Гунибского района.

## Население
В 1914 году на хуторе проживало 68 человек (40 мужчин и 28 женщин), русские, православные. В 1929 году в ауле проживало 134 человека (78 мужчин и 56 женщин), 100 % населения — ногайцы. По данным на 2015 г. на кутане проживало порядка 800 человек.